# 霍纳瓦尔
霍纳瓦尔（Honavar），是印度卡纳塔克邦Uttara Kannada县的一个城镇。总人口19109人（2011年）。

## 人口
2001年总人口17833人，其中男性9009人，女性8824人；0—6岁人口1888人，其中男972人，女916人；识字率78.45%，其中男性为82.85%，女性为73.96%。